# Stade de Serger
Le stade de Serger est un stade de rugby à XV et d'athlétisme situé à Saint-Claude, dans le département du Jura. 

## Galerie

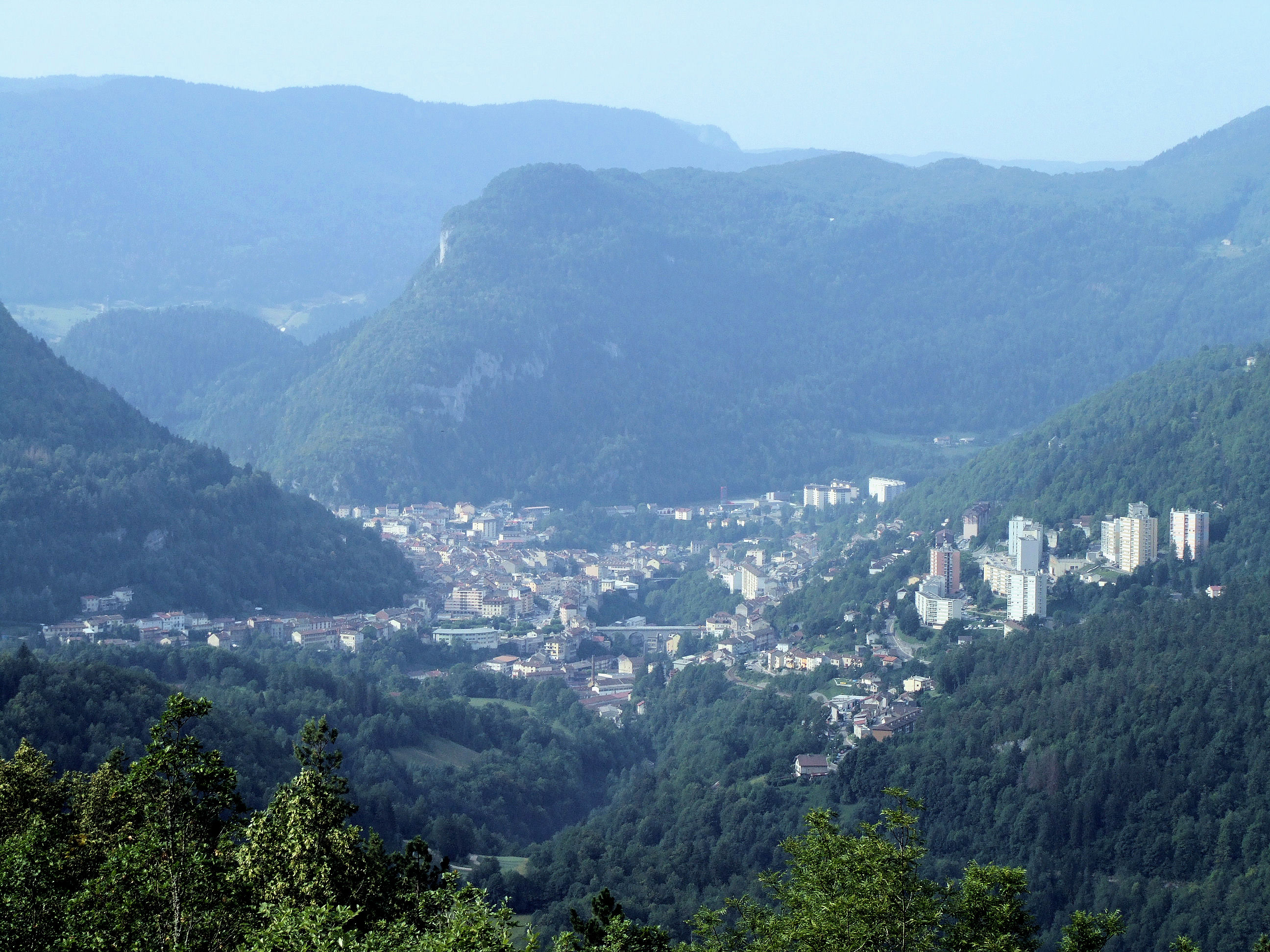